# Pararhodia setekwa
Pararhodia setekwa is een vlinder uit de familie nachtpauwogen (Saturniidae), onderfamilie Saturniinae.
De wetenschappelijke naam van de soort is voor het eerst geldig gepubliceerd door Bernard D'Abrera in 1998.